# Gelbe Spinnerameise

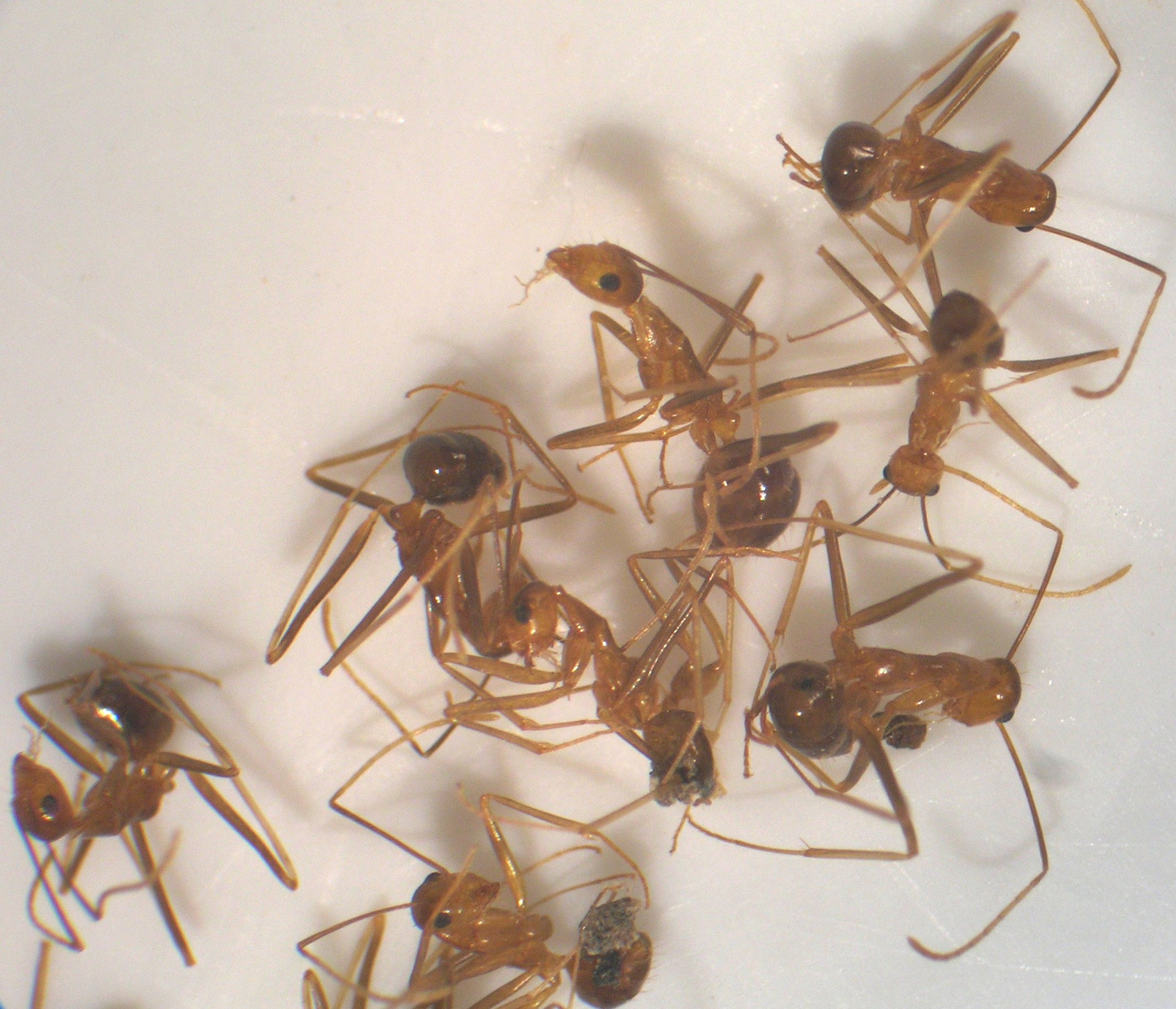
Gelbe Spinnerameisen auf Hawaii

Die Gelbe Spinnerameise (Anoplolepis gracilipes, englisch Yellow Crazy Ant) ist eine Ameisenart, die unbeabsichtigt im Norden Australiens (erstmals 1978 im tropischen Regenwald der Atherton Tablelands), auf der Weihnachtsinsel im Indischen Ozean und in anderen tropischen Lebensräumen weltweit eingeführt wurde. Dort richtet die Art als Neozoon beträchtlichen Schaden in bestehenden Ökosystemen an, indem sie die einheimische Biodiversität reduziert und eine Bedrohung für ansässige gefährdete Arten darstellt. Aus diesem Grund wird die Ameise in der Global Invasive Species Database zu den schädlichsten invasiven Neobiota weltweit gezählt. Die ursprüngliche Heimat der Tiere ist unbekannt, man nimmt an, dass sie in Westafrika, Indien oder China liegt.

## Auswirkungen als Neozoon auf der Weihnachtsinsel
Besonders auf der Weihnachtsinsel stellen die Ameisen eine Bedrohung für die heimische Flora und Fauna dar. Hier haben sie ihr Verhalten dahingehend geändert, dass sie keine Einzelkolonien mehr mit einzelnen Königinnen, sondern sogenannte Superkolonien mit mehreren kooperierenden Königinnen bilden. Die Tiere sind sehr aggressiv und mit Hilfe der Ameisensäure auch in der Lage, größere Tiere zu überwältigen. Sie greifen entsprechend kleine Reptilien ebenso an wie Palmendiebe und sind verantwortlich für den Tod von 10 bis 20 Millionen Weihnachtsinsel-Krabben. Durch das Fehlen der Weihnachtsinsel-Krabben können Sämlinge gedeihen, die von ihnen normalerweise unter Kontrolle gehalten werden, wodurch sich die Flora der Wälder zugunsten dieser Pflanzen verschiebt.
Ein weiteres Phänomen, das bei dieser Ameisenart zu beobachten ist, ist die eigene Züchtung von Schildläusen, die ihrerseits den Ameisen durch Produktion des sogenannten Honigtaus Nährstoffe liefern, und die im Gegenzug von den Ameisen in neue Pflanzenbestände transportiert werden. Durch  dieses symbiotische Verhältnis tritt ein Ungleichgewicht im Ökosystem auf, vor allem, wenn der abgesonderte Honigtau nicht von den Ameisen abgeerntet wird, sondern auf die darunterliegenden Pflanzenteile fällt und sich dort als eine klebrige, lichtundurchlässige Masse absetzt. Diese Masse verhindert die Photosynthese der betroffenen Pflanze und verursacht somit weitere Waldschäden, insbesondere auf der Weihnachtsinsel.
Auch der Weißbauch-Fregattvogel (Fregata andrewsi) sowie der Graufußtölpel (Papasula abbottii) sind durch diese Art bedroht. Wissenschaftler befürchten, dass sich die Bestände um etwa 80 Prozent reduzieren werden, da die Ameisen die Jungtiere dieser Vögel töten.
Lange Zeit gab es keine effektiven Gegenmittel gegen die Ameisen. Auch durch hochdosierte Insektizide konnten keine nennenswerten Erfolge erzielt werden. Bei einem 2009 durchgeführten Versuch mit niedrig dosierten Fipronil-Ködern konnte allerdings die Populationsdichte einer Superkolonie um 99 % reduziert werden. Die australische Regierung hat 4 Millionen AUD zur Erforschung weiterer Abwehrmaßnahmen bereitgestellt, die Studien werden unter anderem an der La Trobe University und der Monash University durchgeführt.

## Als Neozoon auf Sulawesi
Findet die Sulawesi-Kröte bei der Nahrungssuche die Gelbe Spinnerameise, ernährt sie sich hauptsächlich von ihr. Dies ist bemerkenswert, weil die Gelbe Spinnerameise Ende der 1970er Jahre als Neozoon nach Sulawesi gelangte. Durch ihr Fraßverhalten nehmen die Kröten positiven Einfluss auf die Population der einheimischen Ameisenarten und damit indirekt eventuell auch auf die Kontrolle von Krankheiten unter den Kakaobäumen.

## Namensgebung
Der englische Name Crazy Ants leitet sich von der Fortbewegung der Tiere ab. Diese bewegen sich sehr rasch vorwärts und schlagen dabei ständig neue Richtungen ein – vor allem, wenn sie gestört werden.